# يوناتان كابرال
يوناتان كابرال (بالإسبانية: Yonathan Cabral) (10 مايو 1992 بإيسيدرو كاسانوفا في الأرجنتين - ) هو لاعب كرة قدم أرجنتيني في مركز الدفاع. لعب مع نادي راسينغ.

## روابط خارجية
- يوناتان كابرال على موقع قاعدة بيانات كرة القدم.إي يو (الإنجليزية)
- يوناتان كابرال على موقع Soccerway.com (الإنجليزية)
- يوناتان كابرال على موقع عالم كرة القدم.نت (الإنجليزية)
- يوناتان كابرال على موقع AS.com (الإسبانية)